# 第四次霍乱大流行
第四次霍乱大流行（英文：Fourth cholera pandemic），是指于1863年-1875年间发生的霍乱大流行，是历史上第四次霍乱的大规模爆发。 此次大流行起始于孟加拉地区，印度的穆斯林前往麦加朝圣，导致疫情在中东地区扩散，并传播到欧洲、非洲及北美洲。 9万名麦加的朝圣者中，有约3万人死亡。 1866年，俄国有约9万人死于霍乱。 同年，疫情蔓延至英国伦敦，7月底至11月初导致至少4000余人死亡。 美国则有约5万人死于此次霍乱大流行。
中国清朝咸丰末年，江苏、浙江等地亦出现了霍乱疫情。 同治元年（1862年），太平天国战争中出现严重霍乱疫情，洪秀全等人率领的太平军以及曾国藩等人率领的湘军均受到严重感染。 当时人们称此流行病为“吊脚痧”、“子午痧”、“瘪螺痧”或“吐泻病”。 《天国之秋》记载：“疫情最烈时，一天有多达三千人死于霍乱。” 湘军中有近一半人感染，曾国藩曾在一封书札中提到：“七月之后大疫遍作，士卒十丧四五。自是贼氛弥炽。” 同治元年，医师王士雄观察到，上海居民由于霍乱的盛行“死者日以千计”。 就连当时军队卫生做得较好的英军，“死于霍乱者，亦达百分之五”。